# Dimitri Van den Bergh
Dimitri Van den Bergh (Antwerpen, 8 juli 1994), bijgenaamd The Dreammaker, is een Belgisch dartsspeler die uitkomt in de Professional Darts Corporation competitie (PDC). In 2017 en 2018 werd hij PDC-jeugdwereldkampioen. Met de World Matchplay in 2020 en de UK Open in 2024 heeft Van den Bergh twee PDC-majortitels op zijn naam staan.

## Carrière

### BDO
Van den Bergh won in 2013, als 19-jarige, de Britse Teenage Open door in de finale Billy Longshaw met 3–0 te verslaan. Twee maanden later wist hij de 16e PDC Challenge Tour te vorderen met een 4–0 overwinning van Reece Robinson.

### PDC

#### 2014
Tijdens het Q-School evenement, begin 2014, probeerde Van den Bergh een Tour Card te bemachtigen, maar zonder succes: hij werd telkens voor de 1/16de finales uitgeschakeld. Er werd hem wel de PDPA Associate Member status toegekend, die hem de toegang tot het UK Open en de European Tour Qualifiers gaf. Van den Bergh wist zich te kwalificeren voor de Eerste Europese toer, het German Darts Championship, maar verloor van Ronnie Baxter in de eerste ronde met 6–2. Hij plaatste zich ook voor de Dutch Darts Masters, maar werd in de tweede ronde kansloos uitgeschakeld door Mervyn King met 6-0. Hij won gedurende het jaar drie titels in de Development Tour, een jeugdtoernooi van de PDC. Hij bereikte de laatste 16 van het Wereldkampioenschap onder 21, waarin hij met 6–3 werd uitgeschakeld. Na dat WK plaatste hij zich nog voor de Gibraltar Darts Trophy, hij versloeg Mark Webster in ronde 1 met 6-4, maar hij verloor met dezelfde cijfers van Mervyn King. Het laatste belangrijke toernooi van dat jaar waarvoor hij zich kwalificeerde, was de European Darts Trophy. Hij werd meteen huiswaarts gestuurd door Andrew Gilding. Hij eindigde bovenaan de ranglijst van de Youth Tour Order of Merit en verdiende hiermee een tweejarige tourcard voor alle belangrijke PDC-toernooien.

#### 2015
Zijn resultaten in 2015 bezorgden hem twee PDC Development Tourtitels en hij wist ook de laatste 16 van het PDC-evenement, voor de eerste keer in zijn derde Players Championship deelname, te bereiken. Hij verloor tijdens het evenement van Mensur Suljović met 6–5. In 2015 plaatste hij zich voor de World Series of Darts Finals, waarop hij zijn debuut maakte. Max Hopp was met 6–3 te sterk voor Van den Bergh waardoor hij uitgeschakeld werd.

#### 2016
Via de Pro Tour Order of Merit kwalificeerde hij zich voor de PDC World Darts Championship en danste op het podium voor zijn ontmoeting met Ian White. Hij miste dubbels in de eerste set, maar won uiteindelijk met 3–1 de eerste ronde. In de tweede ronde verloor hij met 4-2 van Benito van de Pas.

#### 2017
Op 26 november won Van den Bergh het jeugdwereldkampioenschap bij de PDC.

#### 2018
Op het PDC WK van 2018 kende Van den Bergh zijn grote doorbraak. Hij won hier knap van Stephen Bunting, Jan Dekker en Mensur Suljović en bereikte daarmee de kwartfinale. In deze kwartfinale kreeg Dimitri matchdarts, maar verloor uiteindelijk, van de uiteindelijke toernooiwinnaar: Rob Cross.
Op 14 november 2018 speelde de Belg tegen Stephen Bunting in de tweede ronde van de Grand Slam of Darts en won de partij met 10-6 in legs. In deze partij gooide hij tevens een 9-darter.
Op 25 november won Van den Bergh het jeugdwereldkampioenschap bij de PDC.

#### 2020
Op het PDC WK van 2020 haalde Van den Bergh voor de tweede keer de kwartfinale van het WK door te winnen van Josh Payne, Luke Woodhouse en Adrian Lewis. In deze kwartfinale verloor hij wederom, dit keer met 3-5 van Nathan Aspinall.
In 2020 won hij World Matchplay, zonder publiek. Dit deed hij door achtereenvolgens Nathan Aspinall, Joe Cullen, Adrian Lewis, Glen Durrant en Gary Anderson te verslaan. Door het winnen van dit prestigieuze toernooi steeg Van den Bergh van plek 26 naar 12 op de PDC Order of Merit. Zijn winst was opvallend, omdat Van den Bergh debuteerde op de World Matchplay.

#### 2021
Van Den Bergh begon het jaar met een verlies in zijn eerste wedstrijd op een televisietoernooi van dat jaar; op The Masters tegen Chris Dobey. Ook op de UK Open ging hij in de eerste ronde onderuit, ditmaal tegen Luke Woodhouse. Tussendoor raakte Van Den Bergh nooit verder dan de tweede ronde op de eerste acht Players Championships van het jaar. 
In april mocht hij voor het eerst in zijn carrière aantreden in de Premier League. Hij boekte overwinningen op onder andere Jonny Clayton, Nathan Aspinall en Rob Cross. Uiteindelijk kon hij net geen plek bij de laatste vier bemachtigen en mocht hij dus niet door naar de eindfase. 
Van den Bergh wist Players Championship 12 te winnen door in de finale Dirk van Duijvenbode te verslaan. Een paar maanden later, in juli, bereikte hij nog eens de finale van een Players Championship. Hierin verloor hij van Stephen Bunting. 
De grootste prestatie van het jaar volgde eind juli, toen hij de finale haalde van de  World Matchplay. Onderweg daarnaartoe klopte hij onder meer Dave Chisnall, Krzysztof Ratajski en Gerwyn Price. In de finale was Peter Wright te sterk.
Nadat hij samen met Kim Huybrechts mocht aantreden tijdens de World Cup, won Van den Bergh nogmaals een vloertoernooi; Players Championship 24 ditmaal . Op zijn weg naar de titel klopte hij ex-wereldkampioenen Rob Cross en Adrian Lewis. 
In oktober bereikte de Belg de finale van de World Series of Darts Finals, waarin hij het onderspit moest delven tegen Jonny Clayton. Tijdens de Players Championship Finals in november verloor Van den Bergh in de tweede ronde van Danny Noppert. Op het PDC World Darts Championship was Florian Hempel in de tweede ronde te sterk.

#### 2022
Van Den Bergh geraakte op het eerste toernooi van het jaar, The Masters, niet verder dan de achtste finales. Daarin verloor hij nipt van Jonny Clayton. 
Op Players Championship 4 behaalde Van Den Bergh de finale door onder meer Gurney en Ratajski te kloppen. Uiteindelijk moest hij in Joe Cullen zijn meerdere erkennen. 
Op het eerste European Tour-evenement van het jaar, het International Darts Open, werd Van Den Bergh in de kwartfinales weer uitgeschakeld door Jonny Clayton. 
Op de UK Open werd hij in zijn tweede wedstrijd verslagen door Ryan Searle. Op het European Tour-evenement dat daarop volgde, het German Darts Championship, nam hij revanche door in de derde ronde te winnen van Searle. Uiteindelijk werd Van den Bergh in de kwartfinales uitgeschakeld door Michael van Gerwen. 
Op Players Championship 5 moest Van Den Bergh twee landgenoten kloppen om de halve finales te bereiken. Hierin was zijn trainingsmaatje Damon Heta de betere. 
In mei behaalde Van Den Bergh de finale van het vijfde European Tour-evenement, het European Darts Open. Doordat James Wade zich afmeldde hoefde de Belg de halve finale niet te spelen. In de finale was Michael van Gerwen te sterk.
In juni behaalde Van Den Bergh zijn eerste toernooiwinst van het jaar: de Nordic Darts Masters in Denemarken. Tijdens het World Series of Darts-toernooi kwam hij eerst ex-wereldkampioen Gerwyn Price tegen, om daarna WK-finalist Michael Smith te moeten verslaan. In de finale werd oud-wereldkampioen Gary Anderson aan de kant gezet. 
Aan de zijde van Kim Huybrechts nam Van Den Bergh deel aan de World Cup. In de kwartfinale verloor het Belgische duo van de latere Australische winnaars Damon Heta en Simon Whitlock. 
Op de Dutch Darts Masters wist Van den Bergh opnieuw een toernooizege zeker te stellen. Daarmee won hij zijn tweede World Series-toernooi op rij. Hij klopte enkel Nederlanders op zijn weg naar de titel: Ron Meulenkamp, Jermaine Wattimena, Danny Noppert en Dirk van Duijvenbode.

#### 2023
Door in de kwartfinale van het PDC World Darts Championship langs Jonny Clayton te gaan, werd Van den Bergh de eerste Belg die een halve finale haalde op het PDC World Darts Championship. In Londen verloor de darter in die halve finale uiteindelijk met 0-6 van de Nederlander Michael van Gerwen.
Op de UK Open ontmoetten Van den Bergh en Van Gerwen elkaar opnieuw in de halve finale. Ook deze ging naar de Nederlander.

#### 2024
Op 3 maart won Van den Bergh met het UK Open een tweede majortitel in zijn carrière. In de finale klopte hij wereldkampioen Luke Humphries met 11-10.
In juni won de Belg Players Championship 12 door in de finale Matt Campbell te passeren.
Met Kim Huybrechts bereikte Van den Bergh de halve finale op de World Cup of Darts.
In de wedstrijd die de Belg in de eerste ronde van de World Matchplay tegen Martin Schindler speelde, gooide hij een 9-darter.

#### 2025
Op de Masters gooide Van den Bergh in de tweede ronde een negendarter. De Belg zou uiteindelijk de halve finale van het toernooi halen.
Samen met Mike De Decker kwam Van den Bergh, nadat hij enige tijd afwezig was als profdarter, op de World Cup of Darts uit voor België. Het koppel won in de groepsfase van het duo uit Letland, maar het tweetal uit de Filipijnen was nipt te sterk. De Belgen bereikten de knock-outfase daardoor niet.

## Resultaten op Wereldkampioenschappen

### PDC
- 2016: Laatste 32 (verloren van Benito van de Pas met 2-4)
- 2017: Laatste 64 (verloren van Cristo Reyes met 2-3)
- 2018: Kwartfinale (verloren van Rob Cross met 4-5)
- 2019: Laatste 32 (verloren van Luke Humphries met 1-4)
- 2020: Kwartfinale (verloren van Nathan Aspinall met 3-5)
- 2021: Laatste 16 (verloren van Dave Chisnall met 2-4)
- 2022: Laatste 64 (verloren van Florian Hempel met 1-3)
- 2023: Halve finale (verloren van Michael van Gerwen met 0-6)
- 2024: Laatste 64 (verloren van Florian Hempel met 2-3)
- 2025: Laatste 32 (verloren van Callan Rydz met 0-4)

### PDC World Youth Championship
- 2014: Laatste 16 (verloren van Reece Robinson met 3-6)
- 2015: Laatste 64 (verloren van Nick Kenny met 4-6)
- 2016: Laatste 32 (verloren van Aaron Knox met 5-6)
- 2017: Winnaar (gewonnen in de finale van Josh Payne met 6-3)
- 2018: Winnaar (gewonnen in de finale van Martin Schindler met 6-3)

## Resultaten op de World Matchplay
- 2020: Winnaar (gewonnen in de finale van Gary Anderson met 18-10)
- 2021: Runner-up (verloren in de finale van Peter Wright met 9-18)
- 2022: Halve finale (verloren van Michael van Gerwen met 14-17)
- 2023: Laatste 16 (verloren van Jonny Clayton met 6-11)
- 2024: Kwartfinale (verloren van Luke Humphries met 10-16)

## Gespeelde finales

### PDC Major-toernooien
4 gespeeld (2 gewonnen, 2 verloren)
| Resultaat | Nr. | Jaar | Kampioenschap                | Tegenstander   | Score   | Variant |
| Winnaar   | 1.  | 2020 | World Matchplay              | Gary Anderson  | 18 – 10 | Legs    |
| Runner-up | 1.  | 2021 | World Matchplay              | Peter Wright   | 9 – 18  | Legs    |
| Runner-up | 2.  | 2021 | World Series of Darts Finals | Jonny Clayton  | 6 – 11  | Legs    |
| Winnaar   | 1.  | 2024 | UK Open                      | Luke Humphries | 11 – 10 | Legs    |

### PDC World Series of Darts-toernooien
5 gespeeld (2 gewonnen, 3 verloren)
| Resultaat | Nr. | Jaar | Kampioenschap                | Tegenstander         | Score  | Variant |
| Runner-up | 1.  | 2018 | German Darts Masters         | Mensur Suljović      | 2 – 8  | Legs    |
| Runner-up | 2.  | 2021 | World Series of Darts Finals | Jonny Clayton        | 6 – 11 | Legs    |
| Winnaar   | 1.  | 2022 | Nordic Darts Masters         | Gary Anderson        | 11 – 5 | Legs    |
| Winnaar   | 2.  | 2022 | Dutch Darts Masters          | Dirk van Duijvenbode | 8 – 2  | Legs    |
| Runner-up | 3.  | 2023 | Poland Darts Masters         | Michael van Gerwen   | 3 – 8  | Legs    |

### Europese Tour-finales
2 gespeeld (0 gewonnen, 2 verloren)
| Resultaat | Nr. | Jaar | Kampioenschap       | Tegenstander       | Score | Variant |
| Runner-up | 1.  | 2022 | European Darts Open | Michael van Gerwen | 5 – 8 | Legs    |
| Runner-up | 2.  | 2022 | German Darts Open   | Peter Wright       | 6 – 8 | Legs    |